# Calendula suffruticosa
Calendula suffruticosa es una planta  de la familia de las asteráceas. 

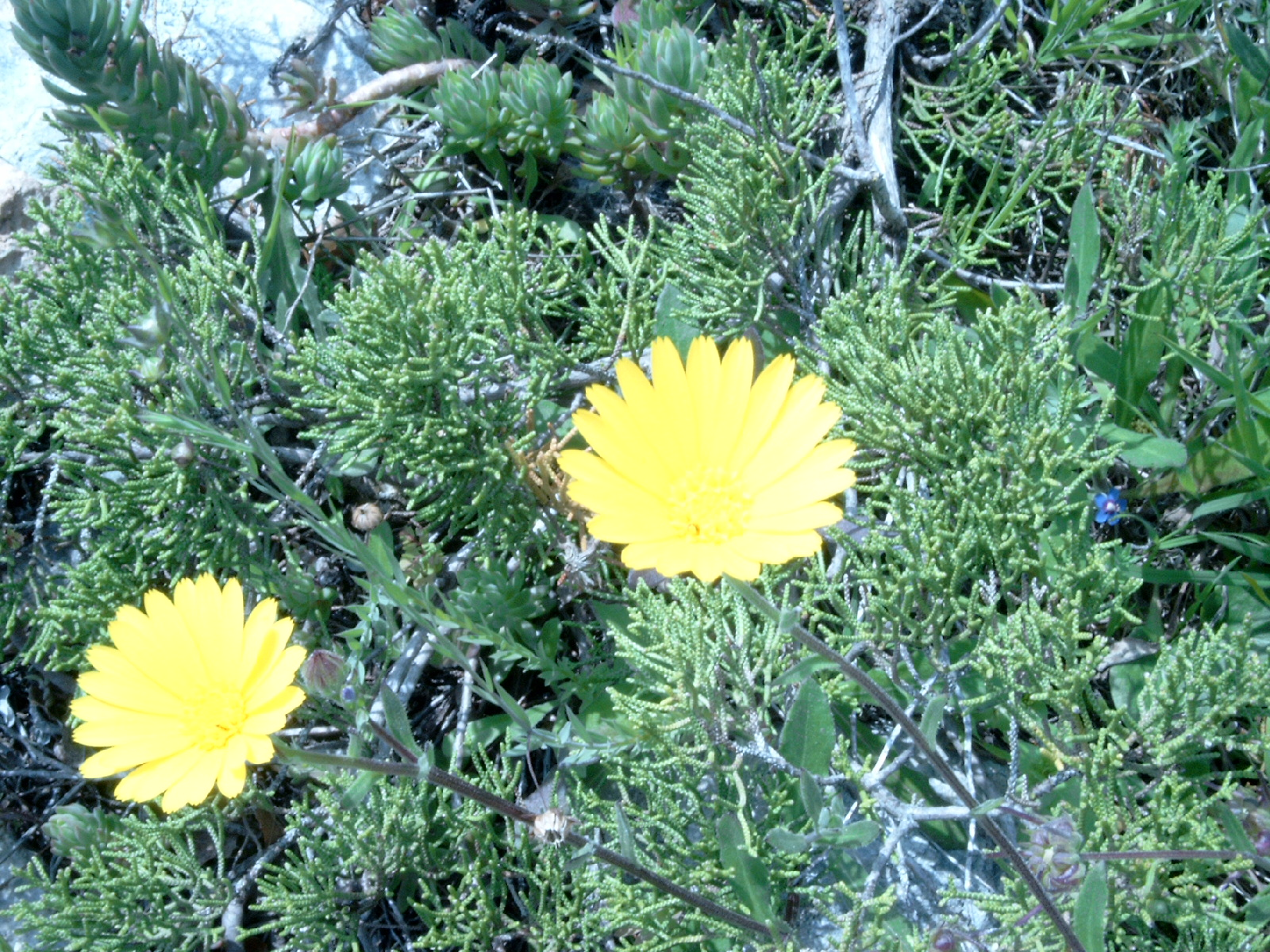
Vista de la planta

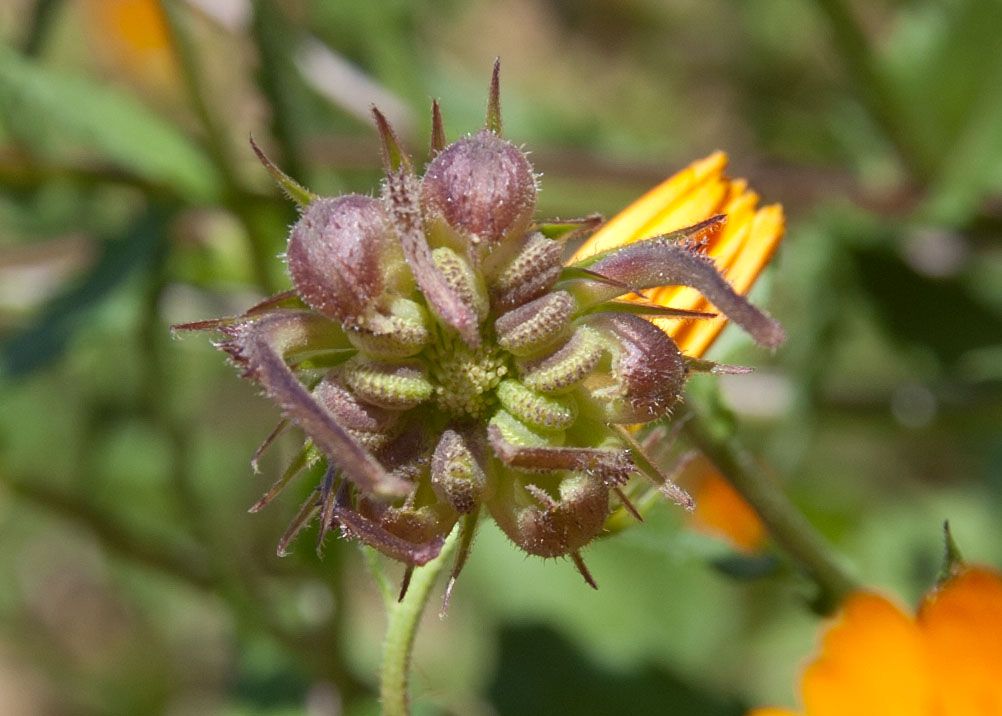
Fruto

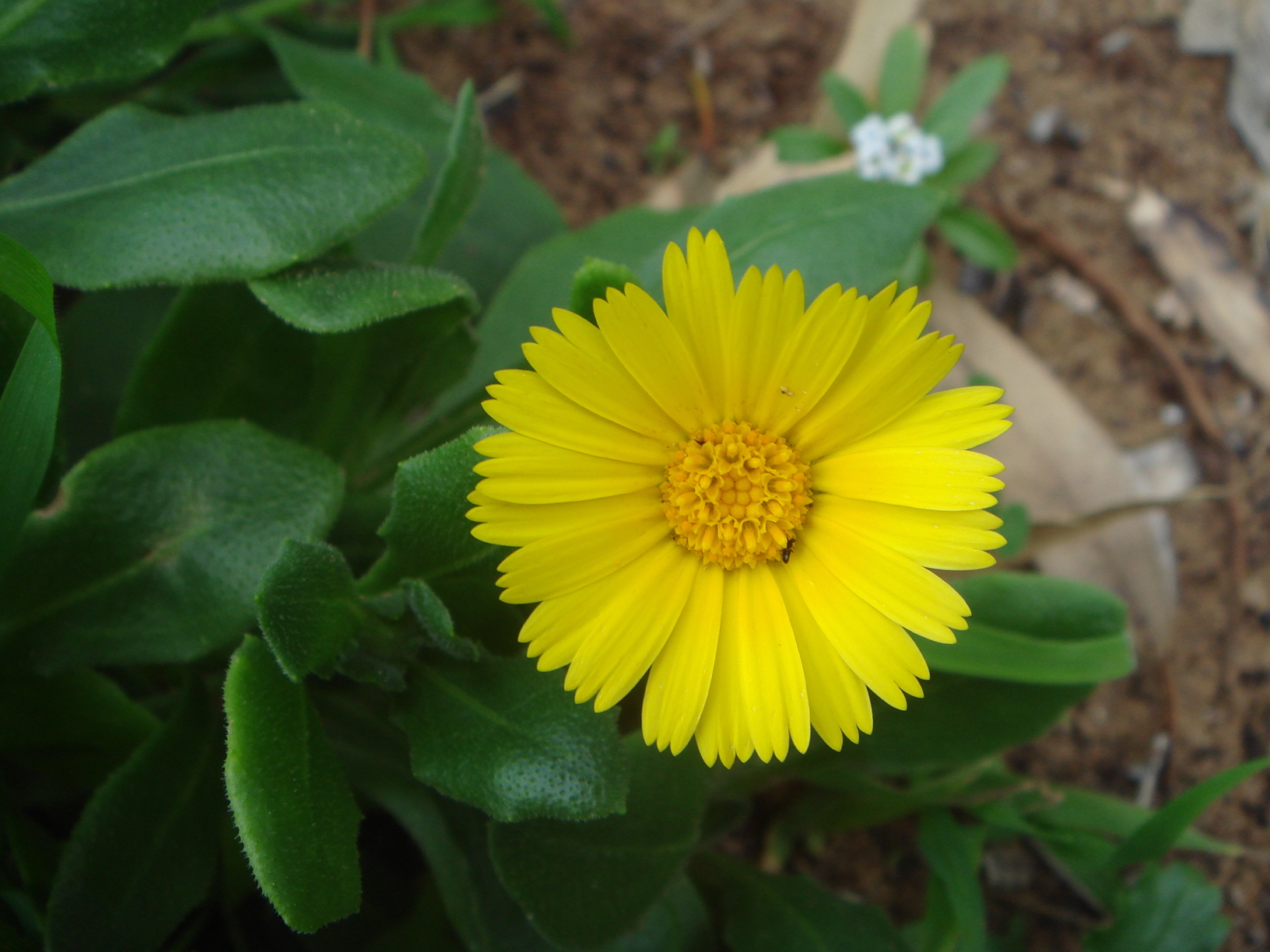
Flor

## Descripción
Tiene tallos de 2 dm, erguidos o pegados al suelo. Las hojas son un poco pelosas. Las flores de color amarillo. Tiene una floración que abarca desde el otoño hasta la primavera. Especie de clima mediterráneo suave.

## Hábitat
En arenales cerca de la costa.

## Distribución
Zona meridional de la península ibérica.

## Taxonomía
Calendula suffruticosa fue descrita por Martin Vahl y publicado en Contributions to the Botany of India 11. 1834
Etimología
Calendula: nombre genérico que podría derivar del término latino calendae, que significa "calendario", aludiendo a la fotoclinia de sus flores.
suffruticosa: epíteto latino que significa "que llega a ser arbustiva".
Variedades aceptadas
- Calendula suffruticosa subsp. balansae (Boiss. & Reut.) Ohle
- Calendula suffruticosa subsp. boissieri Lanza
- Calendula suffruticosa subsp. fulgida (Raf.) Guadagno
- Calendula suffruticosa subsp. lusitanica (Boiss.) Ohle
- Calendula suffruticosa f. microphylla (Lange) A.Fern.
- Calendula suffruticosa subsp. monardii (Boiss. & Reut.) Ohle
- Calendula suffruticosa subsp. tlemcensis Ohle

Sinonimia
- Calendula fruticosa Hort. ex DC.
- Calendula fulgida var. melitensis Sommier
- Calendula gussonii (Lanza) Lanza
- Calendula hispanica Hort. ex DC.
- Calendula microcephala Lange ex Ficalho
- Calendula tunetana Cuénod[4]
- Calendula algarbiensis Boiss.
- Calendula incana Willd.
- Calendula lusitanica Boiss.
- Calendula marginata Willd.
- Calendula microphylla Lange ex Ficalho
- Calendula noeana Boiss.
- Calendula tomentosa Desf., non L.f.[5]

## Nombres comunes
- Castellano: maravilla de mar.[5]